# Юрій Сабалевський
Юрій Сабалевський (24 квітня 1889, Стовбці — 26 грудня 1957, Кірхгайм унтер Тек, Західна Німеччина) — білоруський політичний та громадський діяч, публіцист.

## Життєпис
За професією — агроном (землевпорядник). Працював у газеті "Наша ніва".

### До часів Польщі
У 1924 звільнений указом Сейму для  виконання своїх депутатських обов'язків із в'язниці в Новогрудку. Отримав мандат посла польського сейму замість Кахановича (від Блоку національних меншин).
24 березня 1926 порушив справу Саковича у сеймі, наводячи приклади побиття білоруського патріота під час арешту.
За неправдивою інформацією, намагався відговорити Тарашкевича від переїзду до БССР.
Діючий член БСРГ. Після поразки Громади за допомогою сенатора Назаревського переїхав до Німеччини, звідти у вільне місто Данциг. Жив у курортному місті Цопотах. Повернувся до Варшави, був заарештований і виправданий.
Заарештований польською владою у 1928.
У 1932 засуджений до 6 років ув'язнення. У вересні 1939 знову заарештований польською поліцією. Того ж місяцязаарештований органами НКВС БССР. Втік із в'язниці «Крывое кола» в Баранавичах під час німецьких бомбардувань.

## Німецька окупація
Під час німецької окупації працював у цивільній адміністрації в Барановичах бурмістром міста, головою Головної ради Білоруської самопомочі, другим віце-президентом БЦР. Заарештований німцями під час викриття польського підпілля.
Під час свого правління в Барановичах домігся білорусизації проповідей і науки під час священнослужінь у католицьких та православних храмах у всьому Баранавицькому окрузі. Ввів суворі правила: "увійшов до міської адміністрації, не скинувши шапку — 5 марок штрафу; запізнення на роботу — 10 марок; прийшов напідпитку — це небезпечно! — завтра, будь ти працівник, інженер чи лікар, сядеш на бочку, в якій вивозилися з міста нечистоти, і будеш на ній їздити цілий день. Супротив не допомагав — він звільняв з роботи. Не допомогли також спроби втручання в такі суворі накази інших білоруських діячів, як докоряли бурмістру за його середньовічні практики. Він твердо казав: "Людей потрібно виховувати!" І коли йому сказали, що у часи війни такі методи служать нашим ворогам, він спокійно відповідав: "Кожен режим вимагає порядку і дисципліни". Дійсно, нічого проти нього не можна було зробити, щоб одночасно не применшити його авторитету, як бурмістра, з яким рахувалися німці.".
Завдяки йому в Барановичах відроджувались білоруські школи мистецтва та ткацтва. Через Білоруську самопоміч організував грандіозну виставку народного мистецтва в Барановичах "яка займала декілька будівель, прийшло понад 20 000 чоловік. А в організації виставки заслуга Юрія Сабалевського була чималою". Його кабінет був прикрашений білоруськими килимами з гербами, портретами героїв та пейзажами.
Входив до делегації в Берліні на похованні Кубе Там делегація відвідала заступника Міністра окупованих східних територій Альфреда Майєра, аби висловити свої вимоги щодо економіки, шкільництва, самоврядування та об'єднання всіх білоруських земель.
Член Другого Загальнобілоруського конгресу у 1944 році. Обраний на ньому до мандатної комісії.

## Еміґрація

Демонстраці на Тиждень поневолених народів, 1953. В центрі (в чорному капелюсі) — Юрій Сабалевський

На еміґрації був головою колегії БЦР, друкував свої спогади та публіцистику. У 1948—1950 був одним із редакторів газети "Беларускае слова" (1948).
Одним із засновників 8 травня 1948 в німецькому Ельвангені Білоруського центрального представництва, яке згодом відновило розпущену Радославом Островським Білоруську центральну раду.
У 1950 поїхав до США, де працював столяром у шпиталі в Нью-Йорку., але через 7 років повернувся до Західної Німеччини.
Член «Загального білоруського союзу військових» (1950), «Комітету Незалежної Білорусі» (1955).
У 1950 підписав угоду про спільні дії в боротьбі проти більшовизму з Українською Національною Радою від імені БЦР.
Один із засновників «Комітету незалежної Білорусі» 1955 року в Нью-Йорку.
Помер за незрозумілих обставин. Похований в Мюнхені, на цвинтарі "Фельдмохінг".

## Творчість
- Мае ўспаміны аб сьв. памяці кс. В. Гадлеўскім //Незалежная Беларусь (Лянгэнфэльд, Зах. Нямеччына), 1953, № 1(7), студзень
- На этапах (успаміны 1917—1919) // «Запісы БІНІМу», №31